# Crotalus enyo
Espèce
Synonymes
- Caudisona enyo Cope, 1861

Statut de conservation UICN

 LC  : Préoccupation mineure
Crotalus enyo est une espèce de serpents de la famille des Viperidae.

## Répartition
Cette espèce est endémique de la péninsule de Basse-Californie au Mexique.

## Description
Ce serpent venimeux atteint moins de 90 cm de long, les mâles étant plus grands que les femelles. La tête est petite, avec de grands yeux. Il vit dans des zones plutôt désertiques, principalement rocheuses ou terreuses, mais parfois aussi sablonneuses.
Il se nourrit de petits rongeurs, lézards et arthropodes (des scolopendres).

## Liste des sous-espèces
Selon The Reptile Database (13 février 2014) :
- Crotalus enyo cerralvensis Cliff, 1954
- Crotalus enyo furvus Lowe & Norris, 1954
- Crotalus enyo enyo (Cope, 1861)

## Publications originales
- Cliff, 1954 : Snakes of the islands in the Gulf of California, Mexico. Transactions of the San Diego Society of Natural History, vol. 12, no 5, p. 67-98 (texte intégral).
- Cope, 1861 : Contributions to the ophiology of Lower California, Mexico and Central America. Proceedings of the Academy of Natural Sciences of Philadelphia, vol. 13, p. 292-306 (texte intégral).
- Lowe & Norris, 1954 : Analysis of the herpetofauna of Baja California, Mexico. Transactions of the San Diego Society of Natural History, vol. 12, no 4, p. 47-64 (texte intégral).